# Софија или жена
Софија или жена је књига Ж. Ж Русоа која објашњава Русоове погледе на жену. План Емила поседује пет књига, од којих је Софија или жена пета, или такорећи задња. У овом последњем чину младости, каже се да није добро да буде човек сам, а Емил је човек.
“Обећали смо му другарицу и морамо му је дати. Та другарица је Софија”. Софија је Емилова сапутница, о којој и говори ова књига.
1.Софијино васпитање
а) уметност, музика, плес- више пријатне, а мање корисне лекције
б) упознаје свет и живот у породици
2.Софијин портрет са петнаест година
3.сусрет Емила и Софије (дигресија о путовањима пешице)
4.пре венчања, током две године, Емил путује:
а)да би искушао своје врлине и снагу воље
б) да би упознао политичко устројство главних народа Европе

## Софија или жена
Жан Жак Русо је мислилац који полази од природне, репродуктивно-функционалне разлике међу половима, да би оправдао њихове различите улоге и карактере. За само одређење жене, Русоу је потребан мушкарац, Софија је жена, као што је Емил човек и створена је да му се свиди. Мушкарац је само привидно господар, у суштини је жена та која господари над њиме својом благошћу, лепотом, врлином и лукавошћу. Жене су на власти зато што природа тако хоће, само што оне не владају директно, већ индиректно. Русо замишља комплементаран однос допуњавања између жене и мушкарца, али не и равноправан, жена је инфериорно, зависно биће, чак и у својој надмоћи над мушкарцем, коју не стиче правичним начином, већ служећи се манипулацијом.
У складу са његовим уверењем о женској природи у делу Софија или жена даје предлоге о женском васпитању. Софија је представљена као Емилова другарица. Описује Софију као модел идеалне жене како би требало да изгледа и у погледу особина које би требало да поседује.

## Русоови погледи на жену
Русо иначе сматра да постоје разлике међу мушкарцима и женама у погледу способности и животног позива. За жену нису интелектуална занимања, јер жена има ум пријемчив али без блеска, темељан, али без дубине. Жени није потребан умни рад и због тога што су неке науке против њене психичке и телесне конституције, а опет друге науке су јој по природи туђе. Њу треба васпитавати такода буде спремна и сособна да се бави домаћинством и да води рачуна о  удобности и срећи мужа. Да би била лепа и љупка и да касније рађа здраву децу, треба јој пружити физичко васпитање, а да би била кротка, послушна, верна и умерена, треба је морално васпитавати. Жена мора да буде стално подређена ауторитету, у првом реду мајке, затим оца, и најзад, ауторитету мужа. Русо у свом делу Емил или о васпитању саветује да се девојчицама већ у раном детињству даје религиозно васпитање," јер кад би смохтели чекати, док оне узмогну да се методично баве тим дубоким питањима, изложили бисмо се опасности да то време никада не дочекамо".
Русо говори о различитости полова. “Софија мора бити жена, као што је Емил човек. Она, наиме, мора имати све што спада у састав њене врсте и њеног пола”. У свему што није у вези са полом, жена је једнака човеку. Снабдева се истим потребама, истим способностима. Такође, тело мушкараца и жене је састављено на потпуно исти начин. Поред свега тога, Русо долази до чињенице да постоје супротности, односно разлике. Та подударања и те разлике морају утицати на морал. У удружењу оба пола, и један и други доприносе заједници, али не на исти начин. Из тога произилази и прва разлика која се односи на морал. Један мора бити јак и снажан, а други пасиван и слаб. Када узмемо у обзир то начело, жена је створена да се свиди човеку. Ако је жена створена да се свиди човеку, и да му се потчињава, она му се мора учинити пријатном, уместо да га изазива. У својим чарима, она има нарочиту моћ над њим. Власт се налази у рукама жена и не може им се отети чак ни онда, кад би је оне злоупотребљавале. Не могу је никад ни изгубити, иначе би је већ одавно изгубиле. Русо такође сматра да мушкарци и жене немају исти темперамент и зато не могу примити ни исто васпитање. Каже он “жене имају ту ману коју ми немамо” или “жена има већу вреност као жена, а мању као човек”. Од доброг састава мајки зависи најпре састав деце, а од старања жена зависи прво васпитање људи. Од жена зависе њихови нарави, страсти, наклоности и уживања, па чак и њихова срећа. Беспосленост и непослужност су по Русоу две најопасније мане код жена које је најтеже искоренити. Девојке морају бити опрезне и радне. Морају се навикавати на приморавање да би се могле лако снаћи у њему. Треба се спречити и да девојкама буду досадна њихова занимања, и да се страсно предају својим забавама. Ћерке морају бити послушне, али мајке не смеју бити неумољиве. Човек може блистати накитом, али се може допасти само својом особом. Одело није човек сам. Страствена љубав према моди је знак лошег укуса.

## Васпитање жена
Постављено је питање, да ли васпитањем девојака треба да рукују учитељи или учитељице. Русо је одговорио- “Ја не знам. Моја би жеља била да оне буду поштећене и једних и других, да буду слободне и да уче оно за шта имају склоности..”. Сматрао је да људи не смеју да се сами нуде да подучавају девојке, него треба оне да их моле за то. Марљивошћу и способностима формира се укус. Као што он каже, жене имају гибак језик. Оне говоре пре, пријатније и лакше него људи. Оптужујемо их да говоре више. Док човек каже оно што зна, жена каже оно што се допада. По Русоу, жене су брбљивије од мушкараца. Већ стога, што је владање жене подвргнуто јавном мнењу, мора се и њихова вера подвргнути ауторитету. Свака ћерка мора исповедати веру своје мајке, а свака жена веру свога мужа. Како жене не могуда саме собом створе правило вере, оне не могу ни да га држе у границама очевиднога и разумнога. Код жена се никада не могу наћи сједињене мудрост и побожност. Религију жена мора одређивати ауторитет, како је то истакао Русо. Од мање је важности да младе девојке рано упознају своју религију, неголи да је упознају темељито и да је надасве љубе.
Разум који води човека познавању његових дужности, није јако сложен. Разум пак, који води жену познавању њених дужности, је још много простији. Наводи, такође и да се дужности супротног пола, лакше могу видети него испунити. Жена, која је свесна своје немоћи, и која слабо ишта види од спољашњег света, цени и просуђује само покретне силе које може употребити, да би надокнадила своју немоћ, а те су покретне силе човекове страсти. Женски механизам је јачи од мучког. Свет је књига жена-ако је рђаво читају, или до какве страсти која их заслепљује. Такође, ако хоћете младе девојке да испуните љубављу према природности, улијте им жељу да буду смерне.

## Софија
Софија је васпитавана са више бриге него труда, и на тај начин се више попуштало њеној склоности него што јој се опирало. Она је добро обдарена и има добру нарав- има врло осећајно срце. Софија није лепа, али уз њу, људи заборављају лепе жене, и лепе жене су незадовољне собом. Радо се гизда и у томе се разуме. Такође, она има природне таленте којих је свесна и никада их није занемарила. Међутим, у чему је она најбоља и у чему се најбоље разуме, то су женски ручни радови. Пре би допустила да јој загори ручак, него да упља наруквицу, а за тај недостатак је крива њена мајка. По мишљењу мајке, чистоћа спада у прве дужности жене. Морамо напоменути да је Софија била облаполарна. Била је то од природе, али услед навике постала је трезвена, а сад је то из смерности. Има угодан дух, али не блистав. Он је јак, али није дубок. Има исувише доброте у себи, али и тврдоглавости. Софија има веру, али разумну и једноставну веру која се да обухватити у мало догма која захтева још мање побожних вежби.Њој су познате дужности и права оба пола, познаје грешке људи и пороке жена. Њена малаксалост узимала је све већи мах, а њено здравље је почело страдати.

## Критика просветитељства
Објашњавајући своје становиште о Емилу, Русо доказује оригиналност и домет своје критике просветитељства. Са методолошке тачке гледишта, Русо се налази у граничној области преистпитивања самог смисла, тј. функције друштва. Русоова расправа, наиме, почива на апстракцији оне форме друштвености какву познаје XVIII век. Русоова мисао се и поред тога, или управо захваљујући томе, креће изван сфере утопијског. Њен темељ се остварује, штавише, разлагањем претпоставки оне форме друштвености која себе установљава путем репресије. Цео Русоов подухват се може сагледати као критички програм реформе друштва, а модел ове реформе је алтернативно, тј. непресивно друштво. Проблем којим се бави Русо у тој мери је пресудан за западноевропску цивилизацију да у њему препознајемо управо оне друштвене дилеме и потресе којима се суочава човечанство с краја XX века.
Просветитељство је део ове цивилизације. Оно је утолико формативно и одређујуће, како за Русоово, тако и за наше време. Ако прихватимо претпоставку да је позитивизам савремени облик идеологије просветитељства, тада ће нам се просветитељство приказати у својој ширини-као идеологија индустријског друштва. У том контексту, Русоова мисао добија један сасвим нови смисао који је чини савременом, а то у овом случају значи- постмодерном.